# Серце (Косинка)
Серце – новела українського письменника, представника «Розстріляного відродження» Григорія Косинки, написана у 1931 році.  Новела вважається найкращою у творчому доробку письменника.

## Історичні передумови створення твору
Після розпаду у 1917 році Російської імперії почалися Визвольні змагання українського народу, що мали на меті створення незалежної Української держави. Але боротьба закінчилася поразкою та за умовами Ризького мирного договору, частина українських територій опинилася під владою Польщі . 
На захоплених українських землях польська влада проводила політику, внаслідок якої українці були обмежені у правах та опинились у пригніченому становищі.
При цьому нові міждержавні кордони були встановлені по фактичній лінії протистояння польської та радянської армії, без урахування історичних передумов, адміністративних та етнічних особливостей. З метою підтримання зв’язків з рідними, які опинилися по інший бік кордону, мешканці постійно порушували прикордонний режим. Такий стан справ сприяв нелегальній міграції, контрабанді, бандитизму та посилював напругу на кордоні.

## Тема
Темою твору є загальнолюдські цінності: добро і зло та вибір між ними.

## Ідея твору
Особистий вибір людини, віра у справедливість.

## Проблематика
- Соціальна нерівність;

- Пригнічене становище українців під владою Польщі.

## Основні діючі особи
Трохименко – червоноармієць-прикордонник;
Минка – сільська дівчинка;
Польській жовнір-прикордонник;
Польська панна.

## Сюжет
Події розгортаються у 20-х роках ХХ століття на польсько-радянському кордоні на березі річки Збруч. 
Червоноармієць Трохименко пильнує за лінією кордону на своїй ділянці і згадує службу на Амурі. Він попереджений про ймовірні провокації, але зараз все спокійно. Він спостерігає за старим вуйком, який косить сіно, сільською дівчинкою Минкою, яка випасає свиню. Трохименко знає, що Минка змушена працювати на заможного селянина і співчуває їй. Подумки він мріє про той час, коли всі люди будуть рівні. Також Трохименко знає, що Минку не лякає близькість кордону, що на іншому березі Збруча мешкає її тітка. 
Раптом свиня кидається у річку та перепливає на другий берег. Минка пливе за нею і опиняється по той бік кордону, на польській території. Трохименко спостерігає, стривожений ситуацією. Минка намагається повернути свиню;  їй надає поради польський прикордонник. Його людяність подобається Трохименку. 
Та на берег верхи виїжджає польська панна. Вона робить зауваження жовніру та спрямовує коня у бік Минки. Кінь панни копитами вбиває свиню, а потім Минку. Трохименко не витримує, та усвідомлюючи можливість покарання, робить як підказує серце – влучним пострілом вбиває панну.    

## Сприйняття
На думку української літературознавиці Раїси Мовчан, у новелі «Серце» «найрельєфніше виділяються вселюдські мотиви… милосердя чи зло, які стають чинником власного вибору…» головного героя.